# أصابع لوليتا
أصابع لوليتا رواية للروائي الجزائري واسيني الأعرج. صدرت الرواية لأوّل مرة عام 2014 عن دار الآداب للنشر والتوزيع في بيروت. ودخلت في القائمة الطويلة للجائزة العالمية للرواية العربية لعام 2013، المعروفة باسم «جائزة بوكر العربية».

## حول الرواية
يروي الكاتب الجزائري «واسيني الأعرج» في هذه الرواية حكاية تدور حول محنة واغتراب المثقف العربي بشكل عام، والقمع والاضطهاد الذي يتعرض له بسبب الأنظمة الشمولية الدكتاتورية في 1960-1980، والتي حلّت محلّها الحركات الأصولية (1990 إلى الآن). تكشف الرواية أن الهروب خارج الوطن إلى المنفى وبلدان الشتات ليس دائمًا هروبًا من الرقابة وأجهزة المخابرات، إذ أن الدول الغربية بدأت تستعمل ذات الوسائل ضد الكتاب المسلمين بعد أحداث 11 سبتمبر 2001. تفضح الرواية الجانب السياسي الفاسد والفكر الأصولي والإرهاب العالمي الذي زاد من اغتراب المثقف العربي بشكل خاص. في طيّات الخطاب السياسي، يسرد الكاتب قصة غرامية عن علاقة البطل بـ«لوليتا» التي تأخذ صورًا وأوجها متغيرة، بين الوطن والمنفى.